# Tournoi des Cinq Nations féminin 2001
Cet article traite de l'épreuve féminine. Pour la compétition masculine, voir Tournoi des Six Nations masculin 2001.
Pour un article plus général, voir Tournoi des Six Nations féminin.
Navigation
Tournoi féminin 2000 Tournoi féminin 2002
Le Tournoi des Cinq Nations féminin 2001 est la sixième édition du tournoi, et la dernière qui se déroule à cinq nations. Il se déroule du 3 février au 8 avril 2001 et oppose les équipes d'Angleterre, d'Écosse, d'Espagne, de France et du pays de Galles.
L'équipe d'Angleterre remporte tous ses matchs et donc le Grand Chelem et la Triple Couronne, tandis que le pays de Galles reçoit sa deuxième Cuillère de bois.

## Les matches
Les rencontres du tournoi se déroulent sur cinq journées entre février et avril :
| 3 février 2001 | Saint-Denis | France         | 13 - 00 | Écosse     |
| 4 février 2001 | Newport     | Pays de Galles | 00 - 18 | Angleterre |

| 18 février 2001 | Worcester             | Angleterre | 28 - 12 | Espagne        |
| 18 février 2001 | Meggetland, Édimbourg | Écosse     | 22 - 00 | Pays de Galles |

| 3 mars 2001 | Madrid   | Espagne    | 06 - 0 | France |
| 4 mars 2001 | Richmond | Angleterre | 39 - 0 | Écosse |

| 16 mars 2001 | Nanterre | France | 24 - 3 | Pays de Galles |
| 18 mars 2001 | Melrose  | Écosse | 19 - 8 | Espagne        |

| 4 avril 2001 | Northampton | Angleterre     | 50 - 6 | France  |
| 4 avril 2001 | Wrexham     | Pays de Galles | 00 - 5 | Espagne |

## Le classement

Nations participant au Tournoi.

| Rang | Nation         | J | V | N | D | Pm  | Pe | Diff | Pts |
| ---- | -------------- | - | - | - | - | --- | -- | ---- | --- |
| 1    | Angleterre (T) | 4 | 4 | 0 | 0 | 135 | 18 | +117 | 8   |
| 2=   | France         | 4 | 2 | 0 | 2 | 43  | 59 | -16  | 4   |
| 2=   | Espagne        | 4 | 2 | 0 | 2 | 31  | 47 | -16  | 4   |
| 4    | Écosse         | 4 | 2 | 0 | 2 | 41  | 60 | -19  | 4   |
| 5    | Pays de Galles | 4 | 0 | 0 | 4 | 3   | 69 | -66  | 0   |

|  | Vainqueur du tournoi  |
|  | T : tenante du titre. |